# Heide Simonis
Heide Simonis (Bonn, 4 juli 1943 – Kiel, 12 juli 2023) was een Duitse politica van de Sozialdemokratische Partei Deutschlands (SPD). Tussen 1993 en 2005 was zij minister-president van Sleeswijk-Holstein en daarmee de eerste vrouwelijke regeringsleider van een Duitse deelstaat.

## Biografie
Heide Simonis werd in 1943 geboren als Heide Steinhardt. Omdat ze gedurende haar vroege kinderjaren aan astma leed, bracht ze haar jeugd deels door in kindertehuizen, onder meer in Hessen, Beieren en Baden-Württemberg. Daarnaast verhuisde ze met haar ouders vanuit Bonn mee naar Hamburg en later Neurenberg, waardoor ze meermaals van school moest wisselen. Ze behaalde haar Abitur in 1962 op een meisjesschool in Neurenberg en ging aansluitend economie studeren aan de Friedrich-Alexander-Universität Erlangen-Nürnberg. Ze zette deze studie voort aan de Christian Albrechts-Universiteit nadat zij met haar familie naar Kiel was verhuisd.
In 1967 studeerde Steinhardt af als econoom en in datzelfde jaar trad ze in het huwelijk met de wetenschapper Udo Ernst Simonis. Kort hierna vergezelde ze haar echtgenoot naar de Zambiaanse hoofdstad Lusaka, waar hij zich bezighield met ontwikkelingsprojecten en adviseur was van president Kenneth Kaunda. Zijzelf doceerde er Duits aan de Universiteit van Lusaka en werkte tevens voor Zambian Airways. Toen haar man in 1970 een stipendium bemachtigde om wetenschappelijk onderzoek te doen in Tokio, volgde zij hem eveneens. Ze was in Japan onder meer werkzaam als docent Duits aan het Goethe-Institut en als marktonderzoeker bij Triumph International. In 1972 keerde het paar terug naar Duitsland en ging ze aan de slag als loopbaanadviseur bij een arbeidsbureau in Kiel.

### Politieke loopbaan
Heide Simonis sloot zich in 1969 aan bij de sociaaldemocratische SPD en was tussen 1972 en 1976 actief als gemeenteraadslid in Kiel. In 1976 stapte ze over naar de landelijke politiek toen ze bij de Bondsdagverkiezingen van dat jaar verkozen werd als parlementslid in de Bondsdag. In die functie legde ze zich vooral toe op economische zaken en werd ze nog drie keer herkozen. In 1988 werd ze door Björn Engholm, de toenmalige minister-president van Sleeswijk-Holstein, terug naar Kiel gehaald om minister van Financiën te worden in de deelstaatregering aldaar. Van de Bondsdag nam ze derhalve na twaalf jaar afscheid. Na de deelstaatverkiezingen van 1992 werd ze lid van de Landdag van Sleeswijk-Holstein.
Toen Engholm in 1993 in een groot schandaal verwikkeld raakte en zijn functie als minister-president moest neerleggen, werd Simonis aangewezen als zijn opvolger. Zij werd daarmee de eerste vrouw die aan het hoofd kwam te staan van een Duitse deelstaatregering. Haar kabinet betrof in feite een voortzetting van het voorgaande kabinet-Engholm II en bestond louter uit ministers van de SPD.
In 1996 trad Simonis voor het eerst als Spitzenkandidaat aan bij de deelstaatverkiezingen in Sleeswijk-Holstein. Onder haar leiding bleven de sociaaldemocraten de grootste partij, al behaalden zij voor het eerst in dertig jaar minder dan 40% van de stemmen. De absolute meerderheid van de SPD ging verloren en Simonis smeedde samen met Die Grünen een rood-groene coalitie, die vier jaar later herkozen werd. Dit laatste was vooral te danken aan de SPD, die ten opzichte van 1996 enkele procentpunten wist te heroveren.
Hoewel Simonis onder de bevolking populair was, zorgde de hoge werkloosheid ervoor dat de SPD bij de deelstaatverkiezingen van 2005 weer een stevig verlies leed. De partij werd voor het eerst sinds 1987, zij het nipt, voorbijgestreefd door de christendemocratische CDU. De regering-Simonis probeerde met steun van de Südschleswigscher Wählerverband (SWW) een doorstart te maken en de CDU buitenspel te zetten, maar wist in de Landdag niet de benodigde meerderheid achter zich te krijgen. Ook CDU-voorman Peter Harry Carstensen, die ervoor pleitte met de SPD een grote coalitie te vormen, slaagde er niet in genoeg steun te verwerven. Toen Simonis na vier stemrondes nog altijd niet herkozen was, besloot ze terug te treden en de politiek te verlaten. Ze maakte zodoende de weg vrij voor Carstensen, die haar op 27 april 2005 opvolgde als minister-president.
Na haar politieke loopbaan werd Simonis erevoorzitter van de Duitse tak van UNICEF. Ze legde deze functie in 2008 neer na een conflict binnen het bestuur over een financieringsschandaal. In 2006 nam ze deel aan de RTL-televisieshow Let's Dance. Simonis, die borstkanker overleefde, maakte in 2014 bekend dat ze aan de ziekte van Parkinson leed. Ze overleed in juli 2023, acht dagen na haar tachtigste verjaardag.

## Onderscheidingen
Heide Simonis werd meermaals onderscheiden. Zo ontving ze in 1993 een Bambi en werd ze in 2010 geridderd in de derde klasse van de Orde van de Rijzende Zon. In 2014 werd ze benoemd tot ereburger van Sleeswijk-Holstein.